# Strade Bianche 2015
La Strade Bianche 2015 fou la novena edició de la Strade Bianche. La cursa formà part de l'UCI Europa Tour 2015 amb una categoria 1.HC i es va disputar el 7 de març de 2015 sobre un recorregut de 200 quilòmetres, entre San Gimignano i Siena, seguint carreteres, però també les anomenades strade bianche, pistes forestals.
El vencedor final fou el txec Zdeněk Štybar (Etixx-Quick Step), que s'imposà amb dos segons d'avantatge al seu company d'escapada, el belga Greg Van Avermaet (BMC Racing Team). L'espanyol Alejandro Valverde (Movistar Team) finalitzà en tercera posició, repetint la mateixa posició que en l'edició anterior.

## Recorregut
Per segon any consecutiu la cursa surt de San Gimignano, per finalitzar a l'habitual Piazza del Campo, de Siena, després de recórrer 200 km, dels quals 45,4 són per pistes forestals o strade bianche, dividits en 10 sectors.
El recorregut és molt trenca-cames, amb nombroses pujades i baixades, tot i que sempre força curtes, i revolts marcats. Sols l'ascensió entre Buonconvento i Montalcino té una certa llargada, amb 4 km al 5%. A dos quilòmetres per l'arribada hi ha la darrera ascensió, a la porta de Fontebranda, amb desnivells del 9% al 10%, i un punt màxim a la via de Santa Caterina (16%) a 500 metres de l'arribada, a la Piazza del Campo.
Sectors de strade bianche
| Sector Núm. | Nom                | Quilòmetres         | Llargada (km) | Categoria         |
| ----------- | ------------------ | ------------------- | ------------- | ----------------- |
| 1           | San Leonardo       | del 32,6 al 34,9    | 2,2           | * · *             |
| 2           | Vidritta           | del 48,5 al 50,6    | 2,1           | *                 |
| 3           | Bagnaia            | del km 55,6 al 61,6 | 5,9           | * · * · * · *     |
| 4           | Radi               | del 67,8 al 72,2    | 4,4           | * · *             |
| 5           | Str. Com. di Murlo | del 78,3 al 84      | 5,5           | *                 |
| 6           | Lucignano d'Asso   | del 120,5 al 129,7  | 9,5           | * · * · *         |
| 7           | Monte Sante Marie  | del 147 al 158,5    | 11,5          | * · * · * · * · * |
| 8           | Monteaperti        | del 167 al 167,8    | 0,8           | *                 |
| 9           | Colle Pinzuto      | del 177,7 al 181,4  | 2,4           | * · * · * · *     |
| 10          | Le Tolfe           | del 183,8 al 184,9  | 1,1           | * · * · *         |

## Equips participants
Vint foren els equips que hi prengueren part, amb vuit corredors cadascun, per un total de 152 ciclistes. D'aquests, tretze eren equips amb llicència "UCI World Tour", sis "equips professionals continentals" i un equip nacional.
- equips World Tour: AG2R La Mondiale, Astana Qazaqstan Team, BMC Racing Team, Etixx-Quick Step, Lampre-Merida, Movistar Team, Orica-GreenEDGE, Cannondale-Garmin, Team Katusha, Team LottoNL-Jumbo, Team Sky, Team Tinkoff-Saxo, Trek Factory Racing
- equips continentals professionals: GW Erco Shimano, Bardiani CSF, Nippo-Vini Fantini, RusVelo, Southeast
- equips nacionals: Itàlia

## Desenvolupament de la cursa
Una primera escapada va ser la formada per Stefano Pirazzi (Bardiani CSF), Giacomo Berlato i Daniele Colli (Nippo-Vini Fantini), Giuseppe Fonzi (Southeast), Artiom Ovetxkin (RusVelo), David Lozano (Team Novo Nordisk), Julián Arredondo (Trek Factory Racing) i Ilia Koshevoy (Lampre-Merida). Aquesta escapada finalitza amb els atacs dins el gran grup en començar el tram de pista de Monte Sante Marie, el més llarg de la cursa, i que va donar lloc a la formació d'un grup capdavanter format per nou ciclistes, entre els quals hi havia els grans favorits a la victòria final: Fabian Cancellara, Zdeněk Štybar, Alejandro Valverde, Greg Van Avermaet i Peter Sagan. Aquest grup va anar ampliant les diferències respecte als grups perseguidors. Els diferents atacs en els darrers quilòmetres va dividir el grup en tres petits grups principals. El primer d'aquests incloïa a Valverde, Van Avermaet i Stybar. Sep Vanmarcke (Team LottoNL-Jumbo) els perseguia en solitari, i rere seu hi havia un nou grup amb Cancellara, Diego Rosa (Astana Qazaqstan Team) i Daniel Oss (BMC Racing Team).
En l'ascensió final cap a la Piazza del Campo de Siena Valverde és el favorit, en ser el millor escalador dels tres capdavanters. Amb tot, l'esforç´realitzat per mantenir-se al capdavant li passà factura i no pogué respondre a l'atac de Greg Van Avermaet només començar aquesta. A roda de Van Avermaet es col·locà Stybar i en els darrers metres l'acabà superant per guanyar la cursa. Van Avermaet acabà segon i Valverde tercer.

## Classificació final
| Pos. | Ciclista                 | Equip                 | Temps      |
| ---- | ------------------------ | --------------------- | ---------- |
| 1    | Zdeněk Štybar (CZE)      | Etixx-Quick Step      | 5h 22' 13" |
| 2    | Greg Van Avermaet (BEL)  | BMC Racing Team       | + 2"       |
| 3    | Alejandro Valverde (ESP) | Movistar Team         | + 18"      |
| 4    | Sep Vanmarcke (BEL)      | Team LottoNL-Jumbo    | + 46"      |
| 5    | Diego Rosa (ITA)         | Astana Qazaqstan Team | + 56"      |
| 6    | Oscar Gatto (ITA)        | GW Erco Shimano       | + 59"      |
| 7    | Rigoberto Urán (COL)     | Etixx-Quick Step      | + 59"      |
| 8    | Fabio Felline (ITA)      | Trek Factory Racing   | + 1' 02"   |
| 9    | Przemyslaw Niemiec (POL) | Lampre-Merida         | + 1' 03"   |
| 10   | Giampaolo Caruso (ITA)   | Team Katusha          | + 1' 03"   |